# Fentonium bromide
Fentonium bromide (INN) là một dẫn xuất belladonna. Ở Mỹ số bằng sáng chế của nó là 3.356.682. Nó được bán bởi Sanofi-Aventis và Zambon.